# EU-Chemikalienstrategie
Die EU-Chemikalienstrategie, vollständiger Titel Chemikalienstrategie für Nachhaltigkeit – Für eine schadstofffreie Umwelt, stellt eine Weiterentwicklung der europäischen Chemikalienpolitik und einen zentralen Baustein des europäischen Grünen Deals dar.
Sie gilt als die bedeutendste Weichenstellung der europäischen Chemikalienpolitik seit der Verabschiedung jenes Weißbuchs, mit dem die Grundlagen für die Chemikalienverordnung REACH geschaffen worden waren.